# Al Akhdoud Club Stadium
Das Al Akhdoud Club Stadium ist ein Sportstadion in der saudi-arabischen Stadt Nadschran. Es wurde 1976 eröffnet und dient den beiden Fußballvereinen der Stadt Al Akhdoud und Najran SC als Heimstätte für ihre Spiele in der Saudi Professional League. Es bietet 3.200 Zuschauern Platz. Seine Spielfläche besteht aus Naturrasen.